# Kærum Sogn
Kærum Sogn er et sogn i Assens Provsti (Fyens Stift).
Kærum Sogn hørte til Assens indtil det i 1886 blev et selvstændigt pastorat. Det hørte til Båg Herred i Odense Amt. Kærum blev en selvstændig sognekommune. Den blev ved kommunalreformen i 1970 indlemmet i Assens Kommune.
I Kærum Sogn ligger Kærum Kirke.
I sognet findes følgende autoriserede stednavne:
- Ebberup (bebyggelse, ejerlav)
- Ebberup Banker (bebyggelse)
- Follesled (bebyggelse, ejerlav)
- Kærum (bebyggelse)
- Kærum Banker (bebyggelse)
- Langeløkke (bebyggelse)
- Melby (bebyggelse, ejerlav)
- Nordby (bebyggelse, ejerlav)
- Nordby Mark (bebyggelse)
- Nyhuse (bebyggelse)
- Ravnekær (bebyggelse)
- Saltofte (bebyggelse, ejerlav)
- Tinggyde (bebyggelse)
- Torø (areal, ejerlav)
- Torø Huse (bebyggelse, ejerlav)